# Björn Hornikel
Björn Hornikel, född 6 maj 1992 i Böblingen, är en tysk simmare.
Hornikel tävlade i två grenar för Tyskland vid olympiska sommarspelen 2016 i Rio de Janeiro. Han blev utslagen i försöksheatet på 100 meter frisim samt var en del av Tysklands lag som blev utslagna i försöksheatet på 4 x 100 meter frisim.